# Francesco Donato
Francesco Donato lub Francesco Donà (ur. ok. 1468  – zm. 1553) – doża Wenecji od 24 listopada 1545 do 23 maja 1553.